# Fidati!/Bacio
Fidati!/Bacio è il 28° singolo discografico di Raffaella Carrà, pubblicato e distribuito nel 1985 dall'etichetta discografica Fonit Cetra.

## Brani
Entrambi i brani sono stati inseriti nell'album Fidati! dello stesso anno.

### Fidati!
Sigla iniziale del programma televisivo Buonasera Raffaella, varietà che suscitò numerose polemiche per gli elevati costi di produzione dovuti alle puntate in trasferta trasmesse dagli Stati Uniti d'America. Il video è disponibile sul DVD nel cofanetto Raffica Carrà del 2007. 

### Bacio
Lato b del disco è la cover del brano Canta con le parole di Alberto Testa.
Anche questo brano era la sigla iniziale delle puntate di Buonasera Raffaella, ma soltanto di quelle trasmesse dagli USA.
Analogamente il video è disponibile sul DVD del cofanetto Raffica Carrà. 

## Tracce
Lato A
1. Fidati! – 2:32 (Francesco e Vanni Boccuzzi, Danilo Vaona; edizioni musicali Antes)

Lato B
1. Bacio (Canta) – 2:50 (testo: Alberto Testa – musica: Joseph Mele, Christian De Walden, Roland Vincent, Anahi Van Zandweghe; edizioni musicali Antes/Jubal)

## Classifiche
Ha raggiunto la ventesima posizione nella classifica settimanale nel 1985.
| Classifica (1985) | Posizione raggiunta |
| ----------------- | ------------------- |
| Italia            | 20                  |